# School Daze
School Daze (conocida en Latinoamérica como Aulas turbulentas) es una película estadounidense de 1988 escrita y dirigida por Spike Lee y protagonizada por Laurence Fishburne, Giancarlo Esposito y Tisha Campbell-Martin. Basada parcialmente en las experiencias de Spike Lee como estudiante del Morehouse College en Atlanta durante los años 1970, la película aborda temáticas como el colorismo, el elitismo y el activismo político dentro de la comunidad afroamericana. Segundo largometraje de Lee, School Daze fue estrenada el 12 de febrero de 1988 por Columbia Pictures.

## Sinopsis
Dentro de una institución educativa de afroamericanos en el sur de los Estados Unidos, sus estudiantes están enfrentados entre sí, pues defienden dos posturas completamente distintas sobre las aspiraciones y forma de vida de la juventud negra en su país. El grupo liderado por Julian presenta ideas conservadoras y afirma estar completamente integrado en la sociedad. El grupo de Dap, al contrario, utiliza el activismo político y social para denunciar la discriminación de su raza en el país norteamericano.

## Reparto
- Laurence Fishburne es Vaughn "Dap" Dunlap
- Giancarlo Esposito es Julian "Dean Big Brother Almighty" Eaves
- Tisha Campbell es Jane Toussaint
- Kyme es Rachel Meadows
- Joe Seneca es Harold McPherson
- Ellen Holly es Odrie McPherson
- Art Evans es Cedar Cloud
- Ossie Davis es el entrenador Odom
- Bill Nunn es Grady